# Greg Windsperger
Gregory Lee „Greg” Windsperger (ur. 30 grudnia 1951 w Minneapolis) – amerykański skoczek narciarski, następnie trener tej dyscypliny sportu. Olimpijczyk (1976), uczestnik mistrzostw świata (1974). Były rekordzista Stanów Zjednoczonych w długości skoku narciarskiego mężczyzn. W latach 1983–1988 trener reprezentacji USA w skokach narciarskich.

## Przebieg kariery
W 1969 został mistrzem szkół średnich stanu Minnesota. W 1972 zajął piąte miejsce w krajowych kwalifikacjach do Zimowych Igrzysk Olimpijskich 1972, zostając rezerwowym amerykańskiej kadry olimpijskiej, jednak w igrzyskach nie wystartował. W 1974 w Planicy skokiem na odległość 146 metrów ustanowił ówczesny rekord Stanów Zjednoczonych w długości skoku narciarskiego mężczyzn, wynik ten jest także jego rekordem życiowym.
W połowie lat 70. XX wieku brał udział w prestiżowych zawodach międzynarodowych, startując między innymi w Igrzyskach Narciarskich w Lahti i Tygodniu Lotów Narciarskich. Trzykrotnie (1973/74, 1974/75 i 1975/76) startował w Turnieju Czterech Skoczni, jednak nie odniósł w tej imprezie większych sukcesów – w pojedynczych konkursach najwyżej uplasował się na 31. miejscu, w pierwszym swoim starcie w Innsbrucku, a w klasyfikacji generalnej najwyżej znalazł się na 54. pozycji, w swoim drugim występie w turnieju. W marcu 1974 w Zakopanem zajął dziewiąte i piąte miejsce w Memoriale Bronisława Czecha i Heleny Marusarzówny. Wysokie lokaty zajmował także w Tygodniu Lotów Narciarskich w Planicy w marcu 1974 (był dziewiąty w drugim i trzecim dniu rywalizacji, jednak po słabszym pierwszym dniu w całej imprezie zajął dalszą lokatę) i zawodach tej samej rangi w Ironwood w lutym 1975 (był trzeci w pierwszym i trzecim dniu rywalizacji, a także piąty w klasyfikacji końcowej całej imprezy).
W lutym 1974 w Falun wystartował w mistrzostwach świata, zajmując 42. pozycję w konkursie indywidualnym na skoczni normalnej. Dwa lata później, podczas igrzysk w Innsbrucku wziął udział w zmaganiach olimpijskich, także przystępując tylko do konkursu indywidualnego na obiekcie normalnym, w którym uplasował się na 34. lokacie. Po sezonie olimpijskim zakończył karierę skoczka narciarskiego.
Po zakończeniu kariery miał podjąć pracę przy zarządzaniu polem golfowym, jednak ostatecznie zdecydował się podjąć studia biznesowe na uczelni Northern Michigan University. Został również trenerem reprezentacji Northern Michigan w skokach narciarskich, już w pierwszym roku pracy prowadząc ją do mistrzostwa NCAA. Dzięki sukcesom w Michigan podjął współpracę z reprezentacją Stanów Zjednoczonych w skokach narciarskich, będąc jej pierwszym trenerem w latach 1983–1988. Pod jego wodzą podczas Zimowych Igrzysk Olimpijskich 1984 Jeff Hastings zajął czwartą lokatę w konkursie indywidualnym na skoczni dużej, a na Mistrzostwach Świata w Narciarstwie Klasycznym 1985 Amerykanie uplasowali się na piątej pozycji w konkursie drużynowym, pokonując między innymi Norwegów.
Po 1988 podjął pracę zawodową niezwiązaną ze skokami narciarskimi. W 2008 został włączony do „Galerii Sław Amerykańskich Skoków Narciarskich” (ang. The American Ski Jumping Hall of Fame).

## Osiągnięcia

### Zimowe igrzyska olimpijskie

#### Indywidualnie
| 1976 Innsbruck | – | 34. miejsce (skocznia normalna) |

### Mistrzostwa świata

#### Indywidualnie
| 1974 Falun | – | 42. miejsce (skocznia normalna) |

### Turniej Czterech Skoczni
| 22. Turniej Czterech Skoczni |                        |           |               |       |         |
| Oberstdorf                   | Garmisch-Partenkirchen | Innsbruck | Bischofshofen | Nota  | Miejsce |
| 77                           | 75                     | 31        | 77            | 686,5 | 68      |
| 23. Turniej Czterech Skoczni |                        |           |               |       |         |
| Oberstdorf                   | Garmisch-Partenkirchen | Innsbruck | Bischofshofen | Nota  | Miejsce |
| 47                           | 79                     | 33        | 58            | 635,0 | 54      |
| 24. Turniej Czterech Skoczni |                        |           |               |       |         |
| Oberstdorf                   | Garmisch-Partenkirchen | Innsbruck | Bischofshofen | Nota  | Miejsce |
| 71                           | 75                     | 66        | 79            | 581,3 | 67      |